# Reganella depressa
Reganella depressa és una espècie de peix pertanyent a la família dels loricàrids i l'única del gènere Reganella.

## Descripció
- Pot arribar a fer 11,3 cm de llargària màxima.[3][4]

## Hàbitat
És un peix d'aigua dolça, demersal i de clima tropical.

## Distribució geogràfica
Es troba a Sud-amèrica: conques dels rius Negro, Branco i Tapajós.

## Observacions
És inofensiu per als humans.